# Actinotia intermediata
Actinotia intermediata là một loài bướm đêm trong họ Noctuidae.